# Spišsko-šarišské mezihoří
Spišsko-šarišské medzihorie (Spišsko-šarišské mezihoří) je geomorfologický celek v Prešovském kraji na severním Slovensku. Patří do geomorfologické oblasti Podhôľno-magurská oblast. Jde o pás nižších kopců a údolí, který odděluje Levočské vrchy a Bachureň na jihozápadě od Ľubovnianské vrchoviny a Čergova na severovýchodě. Jeho východní konec spadá u Prešova do Košické kotliny.

## Geologická stavba
Brázdy Ľubotínky a Torysy jsou tvořené měkkými slínovcovitými břidlicemi. Úzký pás Hromovce je tvořen pískovci a slepenci. Místy roztroušeně vystupují bradlové vápencové vrchy.